# Северинув (Лосицький повіт)
Северинув (пол. Sewerynów) — село в Польщі, у гміні Гушлев Лосицького повіту Мазовецького воєводства.
Населення — 27 осіб (2011).
У 1975-1998 роках село належало до Білопідляського воєводства.

## Демографія
Демографічна структура станом на 31 березня 2011 року:
|          | Загалом | Допрацездатний вік | Працездатний вік | Постпрацездатний вік |
| -------- | ------- | ------------------ | ---------------- | -------------------- |
| Чоловіки | 11      | 0                  | 8                | 3                    |
| Жінки    | 16      | 4                  | 6                | 6                    |
| Разом    | 27      | 4                  | 14               | 9                    |